# ポルスモア刑務所
ポルスモア刑務所（ポルスモアけいむしょ、ポールスムーア刑務所、英語: Pollsmoor Prison）、正式には ポルスモア・マキシマム・セキュリティ刑務所（英語: Pollsmoor Maximum Security Prison）は南アフリカ共和国のケープタウン郊外、トカイに位置する。最高警備の刑事施設で、現在も南アフリカで最も危険な犯罪者の一部を収容している。刑務所は本来4,336人の収容能力と1,278人の職員による運営を想定して設計されたが、現在の収容者数は7,000人を超えており、日々変動している。
ポルスモア刑務所に投獄された最も有名な人物の一人であるネルソン・マンデラは、ポルスモア刑務所について、オスカー・ワイルドの詠った、"囚人たちは空と呼ぶがそれはむしろ青いテントだ"という、かの印象深い一節が、正にここにある。と発言している。

## 刑務所の構造
1964年設立。設立以来、段階的に拡張され、現在のポルスモアは5つの刑務所から構成されている。
- 入所センター：ケープ半島の複数の裁判所（ケープタウン、Mitchell's Plain、Somerset West、Wynberg）に対応する。
- Medium A刑務所：未決囚（裁判または判決を待つ人々）および有罪判決を受けた14 - 17歳の少年受刑者を収容する。
- Medium B刑務所：有罪判決を受けた成年男性を収容する。
- Medium C刑務所：刑期が一年以下、釈放間近、またはデイパロールにあたるの成人男性受刑者が収容される（デイパロール：日中仮釈放制度。受刑者は日中の外出を許可され、地域の活動に参加し、夜間ふたたび収容施設に戻る）。
- 女子刑務所：未決囚または有罪判決を受けた者の内、18歳未満の未成年女性と成人女性に該当する者を収容する。また、2歳未満の乳児も女子刑務所で生活している。

刑務所内には、出所後の再犯を減少させるための訓練支援施設も設けられており、一般向けレストランも存在する。

### 入所センター
ポルスモア入所センター（かつては最大警備刑務所）は、ポルスモア管理区域を構成する5つの刑務所の中で最大規模である。約3,200人の収容者の大半（ポルスモア全体のほぼ半数）は、未決の裁判待ち受刑者か、追加の罪状で起訴されている有罪判決者である。収容者数の変動は大きいく、日々約300人の受刑者がケープタウン周辺の裁判所に出廷するため送り出される。中には有罪判決を受けて戻る者もいれば、戻らない者もいるが、多くは再び独房に戻り、時には半年後まで先延ばしにされる裁判日を待つことになる。
著しく過密状態であり、本来の設計収容人数の2倍以上の受刑者を収容している。大多数の受刑者は共同バンガロー型房に収容されている。過密の為、最大40人が2 - 3段ベッドを使用している。また、極小の単身用独房（2.5m×2m）は実際には1 - 3人で共用されている。

### ギャングの活動
ギャングの存在はポルスモア刑務所生活の大きな特徴である。刑務所の各階はそれぞれ3区画に分割されており、合計500 - 750人のギャングが各階各区域に分散する形で収容されている。 この区画分割には、ギャングたちが新参収容者から新メンバーを勧誘する事を抑制する狙いがある。しかし、看守が各区画にいる時間は一日の3分の2未満と短い為、現状、共同独房におけるギャングの権力は強大である。 ギャング支配下では極端な暴力、過激な暴力や性的暴力が行われる。
ポルスモアギャング達には「26s」「27s」「28s」という3つの分派があり、「ナンバーズギャング」と呼ばれている。各派閥は互いに連携しており、独自の階級、リーダーシップ、役割を持つ。26sは賭博や密輸によって資金を得る。27sはギャングの執行役を務める。28sは3グループ全体の兵士的役割を帯び、性的パートナー（wyfies）を確保・維持する役割を担う。
出所後にこれらのギャングから抜けることが出来る者は少ない。構成員は自分の階級を顔や体に入れ墨するので、刑務所の外においてもその階級は明らかである。 刑務所内でのギャング文化に深く染まった者は、刑務所外での市民生活に適応できず、犯していない虚偽の犯罪を自白してまで刑務所に戻ろうとする者すらいる。
囚人の大多数は、大規模な失業、教育やその他の施設の不足、ホームレス、ギャング行為の蔓延などといった、劣悪な被抑圧コミュニティ出身である。独立宗教組織や非政府組織による訪問といった外部からの提供以外に、ポルスモア刑務所自体から囚人たちに施されるような更生プログラムやリハビリテーションは殆ど無い。 受刑者はほぼ一日中過密な房で過ごし、1日に1時間のみ中庭で野外運動を行う。だが現実には、この野外活動の一時間はもっぱら、ギャングリーダーが他房の受刑者と連絡を取ったり、薬物を交換したり、他房の者に制裁を加えたりする為の格好の機会として利用されている。（ドラッグが監獄内に流入する原因は主に、刑務所に再び戻って来たような囚人が持ち込んだものであったり、看守の買収によるものである。） さらに、運動しようとする受刑者がいるものなら、ギャングのリーダーから制裁を受ける事があるので、この野外運動の為の一時間に実際野外運動が行われることはほとんど無い。

## メディア

### BBCドキュメンタリー
2001年、Clifford BestallによるBBCのドキュメンタリー番組でポルスモア刑務所が題材となった。釈放間近の2名の囚人：Erefan Jacobs、Mogamat Benjamin（当時「28s」のリーダー）に取材を行った。釈放後に、2人の市民生活への適応に着目した取材も行われた。

### Mikhael Subotzkyによる写真集
2005年の4月27日（自由の日）に南アフリカの写真家Mikhael Subotzkyはポルスモア刑務所内部のパノラマ写真展「'Die Vier Hoeke'（四隅）」を刑務所内で開催した。展示空間自体が被写体である刑務所の空間を反映していた。Subotzkyは、鑑賞者自身も刑務所に入所して閉じ込められる経験を通じて展示に参加することになるとコメントしている。

### Ross Kemp on Gangs
英放送局SkyOneによるドキュメンタリーシリーズ『Ross Kemp on Gangs』でポルスモア刑務所が取り上げられた。

### マンデラ 自由への長い道
マンデラによる自伝書『Long Walk to Freedom』の映画化作品『マンデラ 自由への長い道』（Mandela: Long Walk to Freedom）の中に、マンデラがロベン島での18年間にわたる収監の後にポルスモア刑務所へ移監されるシーンがある。

## 刑務所改革プロジェクト
ケープタウン大学の社会研究機関であるCentre for Conflict Resolutionが上述のBBCのドキュメンタリーに感銘を受けた事をきっかけに、刑務所の変革プロジェクトを行っている。リハビリテーションを通して囚人たちの自己意識を高めようと試みる。 このプロジェクトでは、囚人たちに、暴力に代わる問題解決の手段を教えたり、鳥や野生の猫を与えて世話をさせることにより尊厳を回復させようとする人道的な処置が行われる。